# Irrigator

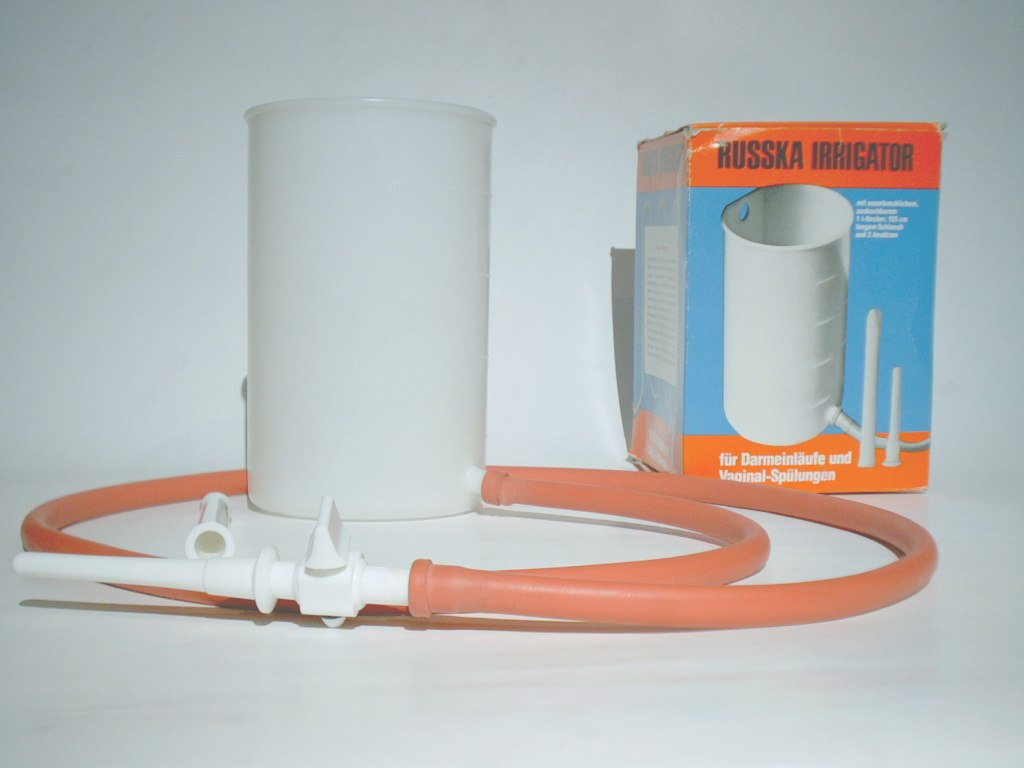
Becherartiges Irrigator-Set 1 Liter zum Einlauf

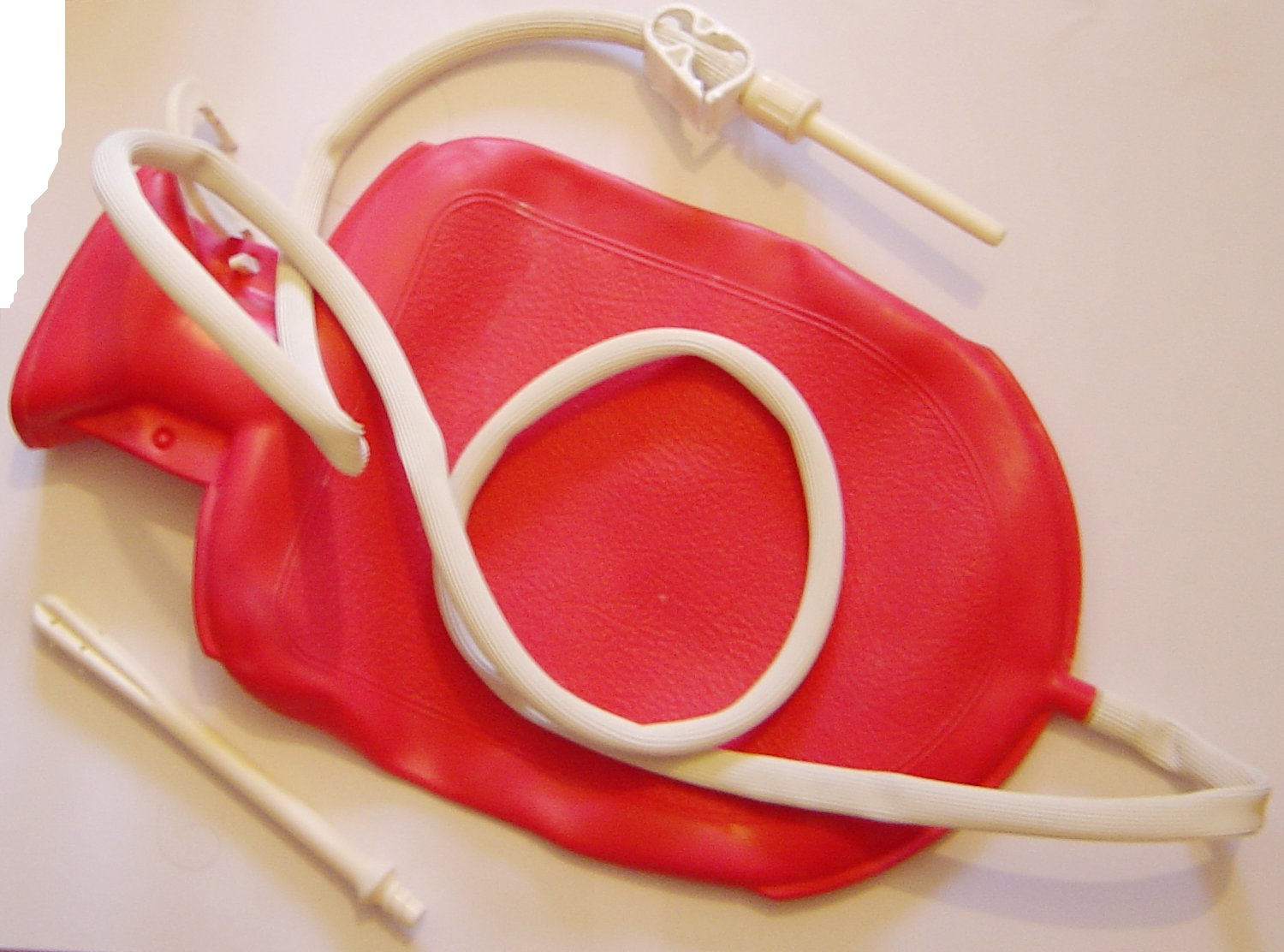
Beutelartiger 2-Liter-Irrigator mit Schlauch und Darmrohr

Ein Irrigator ist in der Medizin ein Flüssigkeitsbehälter für hohe Einläufe (Darmspülungen), Scheidenduschen und ähnliche Anwendungen. Durch die Ausnutzung der Schwerkraft kann die Flüssigkeit mit einem kontrollierten Druck und einer regelbaren Fließgeschwindigkeit aus dem Irrigator in den Körperhohlraum einfließen.

## Anwendung für die Vagina
Die Spülung der Vagina nach dem Geschlechtsverkehr ist keine wirksame Form der Empfängnisverhütung.
Darüber hinaus ist die Spülung mit einer Reihe von Gesundheitsproblemen verbunden (Gebärmutterhalskrebs, Adnexitis, Endometritis und erhöhtes Risiko sexuell übertragbarer Infektionen) und wird daher nicht empfohlen.
Frauen, die Vaginalduschen verwenden, haben ebenfalls eine erhöhte Disposition, bakterielle Vaginose zu entwickeln, 
was wiederum mit negativen Schwangerschafts-Folgen (einschließlich Eileiterschwangerschaft, niedriges Geburtsgewicht, vorzeitige Wehen, Frühgeburt und Chorioamnionitis) und einem erhöhten Risiko von sexuell übertragbaren Infektionen verbunden ist. Frauen, die Vaginalduschen verwenden, besitzen ein doppelt so hohes Risiko für Eierstockkrebs vermutlich durch Bakteriengifte und Weichmacher.
Um die Übertragung von Darmbakterien in die Vagina zu vermeiden, darf derselbe Irrigator nicht für einen Einlauf und eine Vaginaldusche verwendet werden.
Aufsteigende Harnwegsinfekte können zu einer Harnblasenentzündung führen, meist durch die Kontamination mit Darmbakterien.

## Form und Funktion
Es gibt becherartige Irrigatoren aus festem Material, die oben offen sind, und beutelartige Irrigatoren aus Gummi, die vom Aussehen her Wärmflaschen ähneln. Das Fassungsvolumen liegt gewöhnlich zwischen einem und zwei Litern. Zur Anwendung wird der Irrigator mit der vorbereiteten temperierten Flüssigkeitsmenge gefüllt und der Schlauch angesteckt. Dann wird der Irrigator zwischen 30 cm und 1 m oberhalb des Patienten aufgehängt und der Verschlusshahn geöffnet, so dass sich der Schlauch ganz mit Flüssigkeit füllt und keine Luft mehr enthält. Anschließend wird bei Einläufen das Darmrohr in den Anus eingeführt und der Verschlusshahn geöffnet, so dass die Flüssigkeit in den Darm einfließt. Die Einflussgeschwindigkeit kann jederzeit durch Höher- oder Niedrigerhängen des Irrigators geregelt werden.
Neben den Irrigatoren, die ausschließlich mittels Schwerkraft funktionieren, gibt es auch Irrigatorpumpen. Diese bestehen aus einer elastischen, manuell verformbaren Flasche, einem Ventilsystem und einem Darmrohr. Aus dieser Kombination ergibt sich eine mechanische Pumpe, mit deren Hilfe sich auf einfache Weise Flüssigkeit transportieren lässt. Durch manuellen Druck auf die Flasche wird das Wasser in den Enddarm gepumpt. Die Pumpe kann aber auch durch die Schwerkraft aktiviert werden, indem die Flasche auf höherer Lage gehalten wird. Das Gerät weist  den Vorteil auf, dass der Anwender die Flüssigkeitsmenge wie auch den zeitlichen Verlauf des Einlaufs entsprechend seinem subjektiven Empfinden selbst steuern kann. Ein Rückschlagventil verhindert zudem den Rücklauf von Spülflüssigkeit, die mit Stuhlpartikeln kontaminiert ist, so dass die Flasche vor Verunreinigung geschützt ist.
Als Flüssigkeit für den Einlauf verwendet man warmes Wasser, manchmal auch Kamillentee. Bisweilen wird auch Heilerde zugesetzt.